# Níger en los Juegos Olímpicos de México 1968
Níger estuvo representado en los Juegos Olímpicos de México 1968 por dos deportistas masculinos que compitieron en boxeo.
El equipo olímpico nigerino no obtuvo ninguna medalla en estos Juegos.